# Alexamenovo graffiti

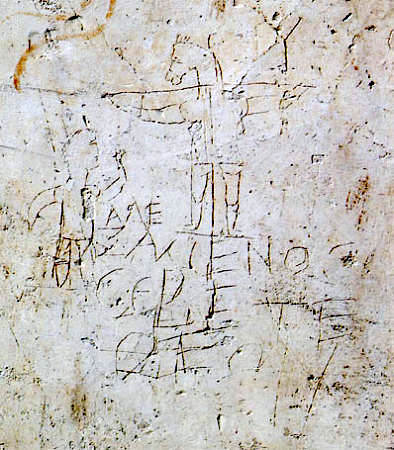
Originální podoba graffiti

Vektorový převod graffiti

Alexamenovo graffiti či grafitto je kus graffiti vyrytého do omítky na zdi místnosti domus Gelotiana stojícího nedaleko pahorku Palatin v Římě. Objeveno bylo v roce 1857. Měří 39 cm na výšku a 35 cm na šířku. Nyní se nachází v muzeu pahorku Palatin (Antiquarium del Palatino). Pravděpodobně zobrazuje Ježíše Nazaretského, nicméně někteří historikové se přiklánějí k tomu, že jde o některého z pohanských bohů (snad Anup či Sutech). Pokud platí první varianta, jedná se o nejstarší obrazové zpodobnění ukřižování Ježíše a vlastně i jeho nejstarší zobrazení vůbec. Není jednoduché graffiti datovat. Bylo vytvořeno někdy mezi koncem 2. století a koncem 3. století, přičemž nejpravděpodobnější je datum okolo roku 200. Graffiti ukazuje člověka, který pozvedá paže k ukřižované osobě s oslí hlavou. Na graffiti je řecký nápis ΑΛΕ ξΑΜΕΝΟϹ ϹΕΒΕΤΕ ϑΕΟΝ, který v překladu zní „Alexamenos uctívá (svého) boha“. Smyslem graffiti nejspíše bylo posmívat se jistému Alexamenovi za jeho křesťanskou víru. V Římě se tehdy mělo zato, že židé a křesťané uctívají osly (onolatrie), ostatně zmiňuje to i raný křesťanský autor Tertullianus.